# Aeroport internacional Soekarno-Hatta
L'aeroport internacional Soekarno-Hatta (codi IATA: CGK, codi OACI: WIII) és el principal de Jakarta, la capital d'Indonèsia. Els indonesis l'anomenen Cengkareng, pel nom del districte on es troba.
L'aeroport va ser construït per societats franceses en cooperació amb empreses d'Indonèsia.
Inaugurat l'any 1985, porta els noms de Soekarno, primer president de la República d'Indonèsia, i de Hatta, primer vicepresident, van proclamar la independència del país l'any 1945.
L'aeroport va donar servei a 66,9 milions de passatgers el 2018, classificat com el 18è aeroport més transitat del món per Airports Council International, i el més transitat del sud-est asiàtic. Havia entrat al grup dels 30 primers aeroports mundials l'any 2009.
Amb una superfície de 1.800 hectàrees, té dues terminals de passatgers, així com una terminal especial per als pelegrins a La Meca i els treballadors immigrats.

## Situació
És situat al districte de Cengkareng, kabupaten de Tangerang, província de Banten. L'aeroport és situat a 20 km a l'oest de Jakarta, connectat per una autopista.

## Història
Fins a l'any 1972, el tràfic civil de Jakarta descansava en el vell aeroport de Kemayoran, construït pels holandesos a l'època colonial.
El creixement del tràfic va portar les autoritats indonèsies a transformar la base aèria de Halim Perdanakusuma en aeroport internacional i Kemayoran va quedar reservat al tràfic interior.
Halim només era una solució intermèdia esperant la construcció d'un nou aeroport per a Jakarta. En efecte, el desenvolupament de Jakarta feia que Kemayoran es trobés dins de la ciutat.

### Disseny
Les terminals 1 i 2 de l'aeroport van ser dissenyades per Paul Andreu, un arquitecte francès que també va dissenyar l'aeroport de París-Charles de Gaulle. Una de les característiques de l'aeroport és la incorporació de l'arquitectura local al disseny i la presència de jardins tropicals entre les sales d'espera. Aquestes característiques úniques li van valer a l'aeroport el Premi Aga Khan d'Arquitectura 1995.
El 9 de gener de 2021 un avió B737-500 de Sriwijaya Air procedent de Jakarta i amb destinació a Pontianak desapareix de les pantalles dels radars, alguns minuts després del seu enlairament (vol SJ182).

## Estadístiques
| Any  | Passatgers | Mercaderies (tones) | Moviments d'aparells |
| ---- | ---------- | ------------------- | -------------------- |
| 2001 | 11.818.047 | 281.765             | 123.540              |
| 2002 | 14.830.994 | 306.252             | 144.765              |
| 2003 | 19.702.902 | 310.131             | 186.695              |
| 2004 | 26.083.267 | 322.582             | 233.501              |
| 2005 | 27.947.482 | 336.113             | 241.846              |
| 2006 | 30.863.806 | 384.050             | 250.303              |
| 2007 | 32.458.946 | 473.593             | 248.482              |
| 2008 | 32.172.114 | 465.799             | 248.482              |
| 2009 | 37.143.719 | 538.314             | 287.868              |
| 2010 | 44.355.998 | 633.391             | 338.711              |
| 2011 | 52.446.618 | 617.716             | 345.495              |
| 2012 | 57.772.762 | 342.473             | 369.740              |
| 2013 | 60.137.347 |                     |                      |
| 2014 | 57.221.169 |                     |                      |
| 2015 | 54.291.336 |                     |                      |
| 2016 | 58.700.000 |                     |                      |
| 2017 | 63.015.620 |                     |                      |
| 2018 | 65.893.904 |                     |                      |

La disminució observada de 2012 a 2015 és deguda al trasllat d'una part del tràfic a l'aeroport Halim-Perdanakusuma.

## Infraestructures
Soekarno-Hatta té 3 terminals:

Diagrama de Soekarno-Hatta

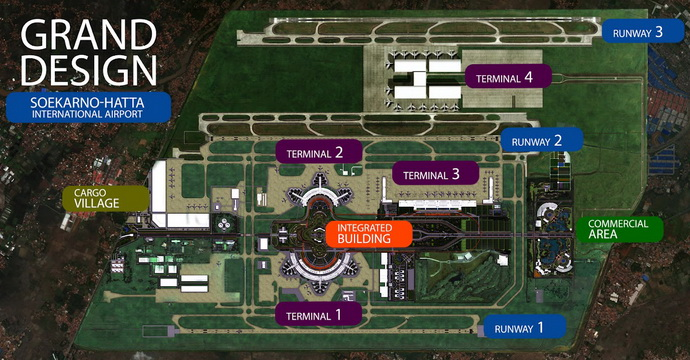
Futurs desenvolupaments de Soekarno-Hatta

- La terminal 1 acull els vols interiors, excepte els de Garuda Indonesia, Indonesia AirAsia, NAM Air i Sriwijaya Air.
- La terminal 2 acull tots els vols internacionals excepte els de les companyies de SkyTeam, així com els vols interiors de Indonesia AirAsia, NAM Aire i Sriwijaya Air.
- La terminal 3 acull tots els vols de Garuda Indonesia així com els de les companyies de SkyTeam.

Un sistema d'autobusos connecta les 3 terminals.

## Galeria

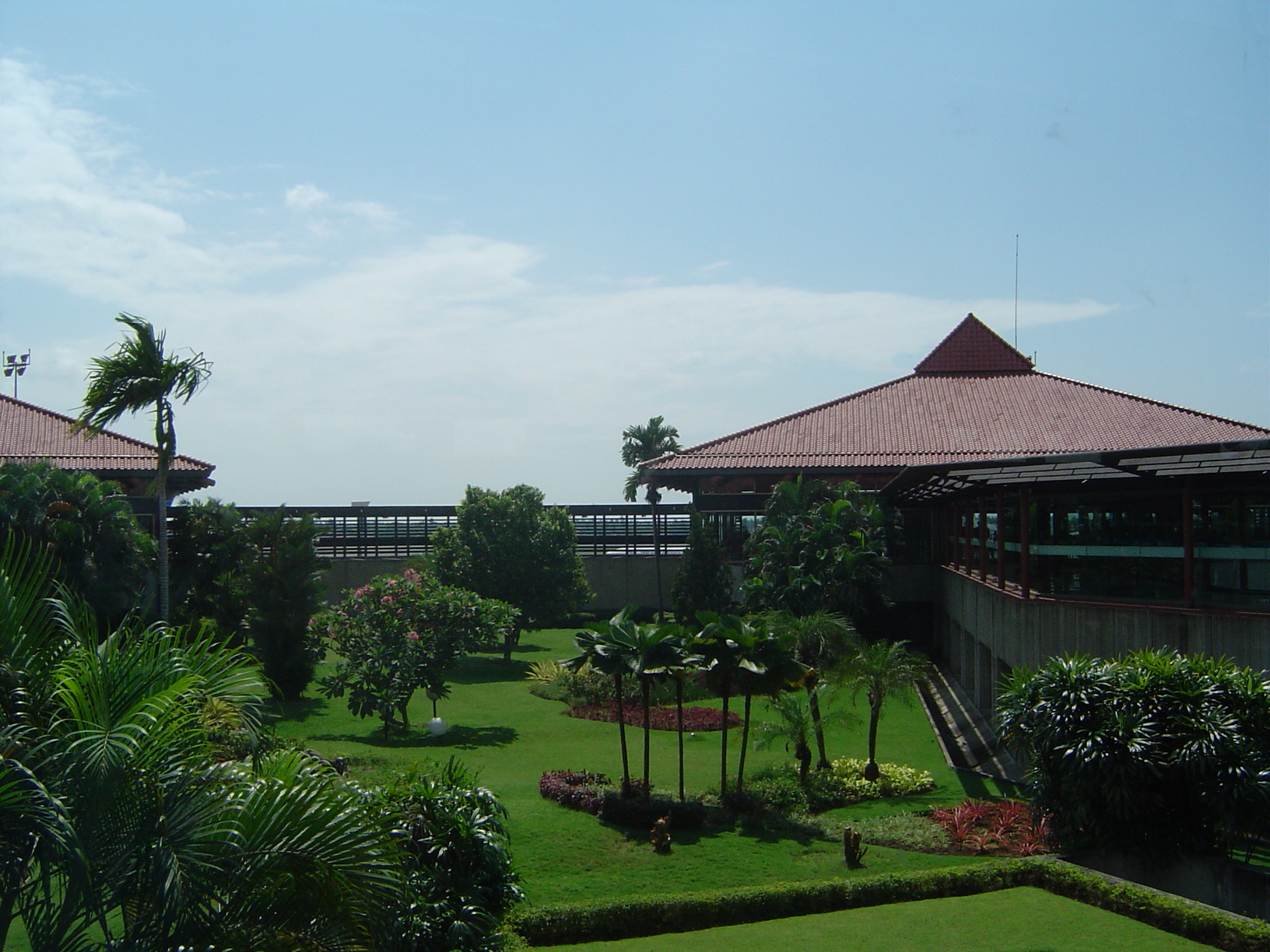
Terminal 1 0 2, jardí
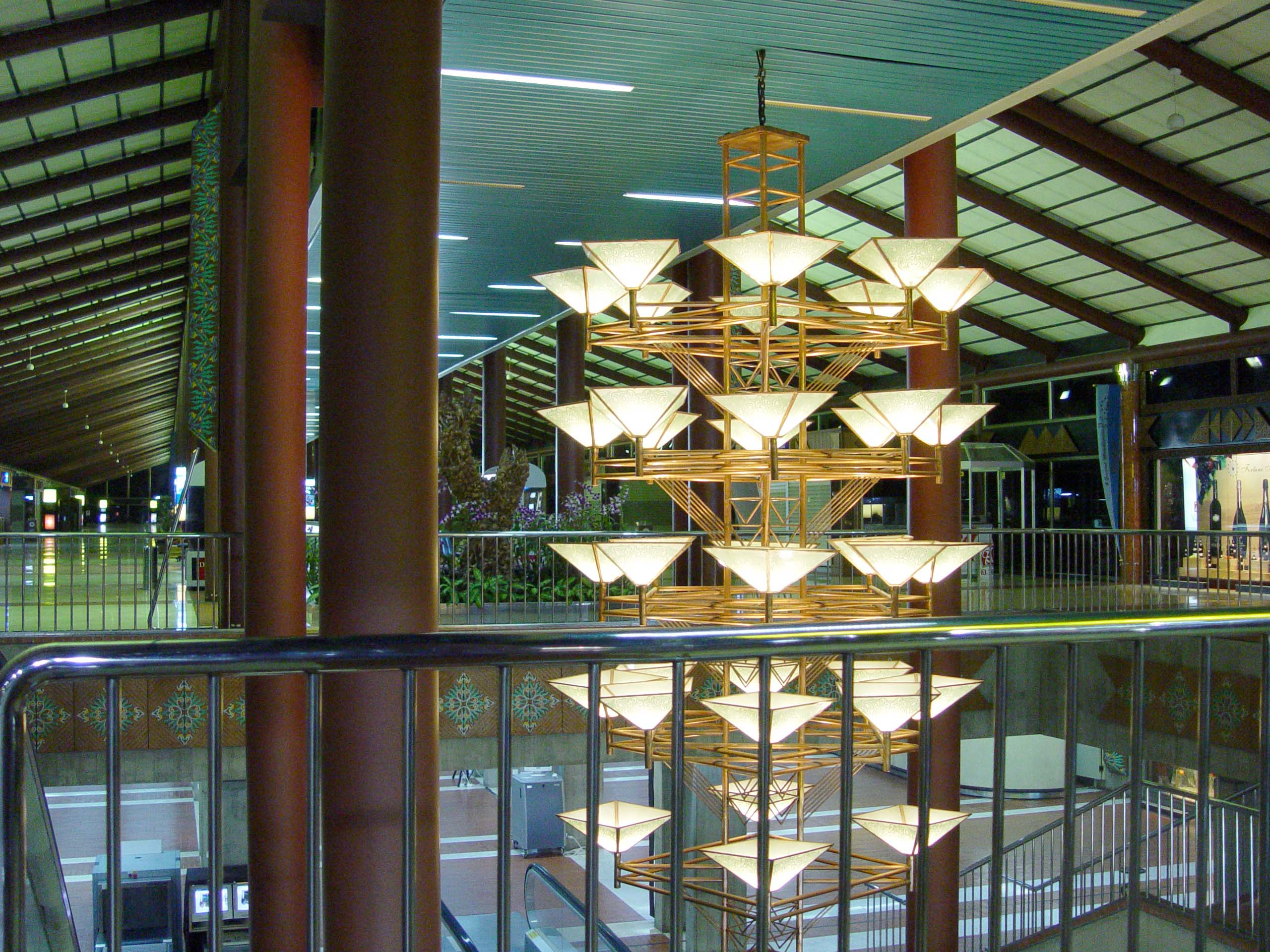
Aeroport Soekarno-Hatta de Jakarta: terminal 1, interior
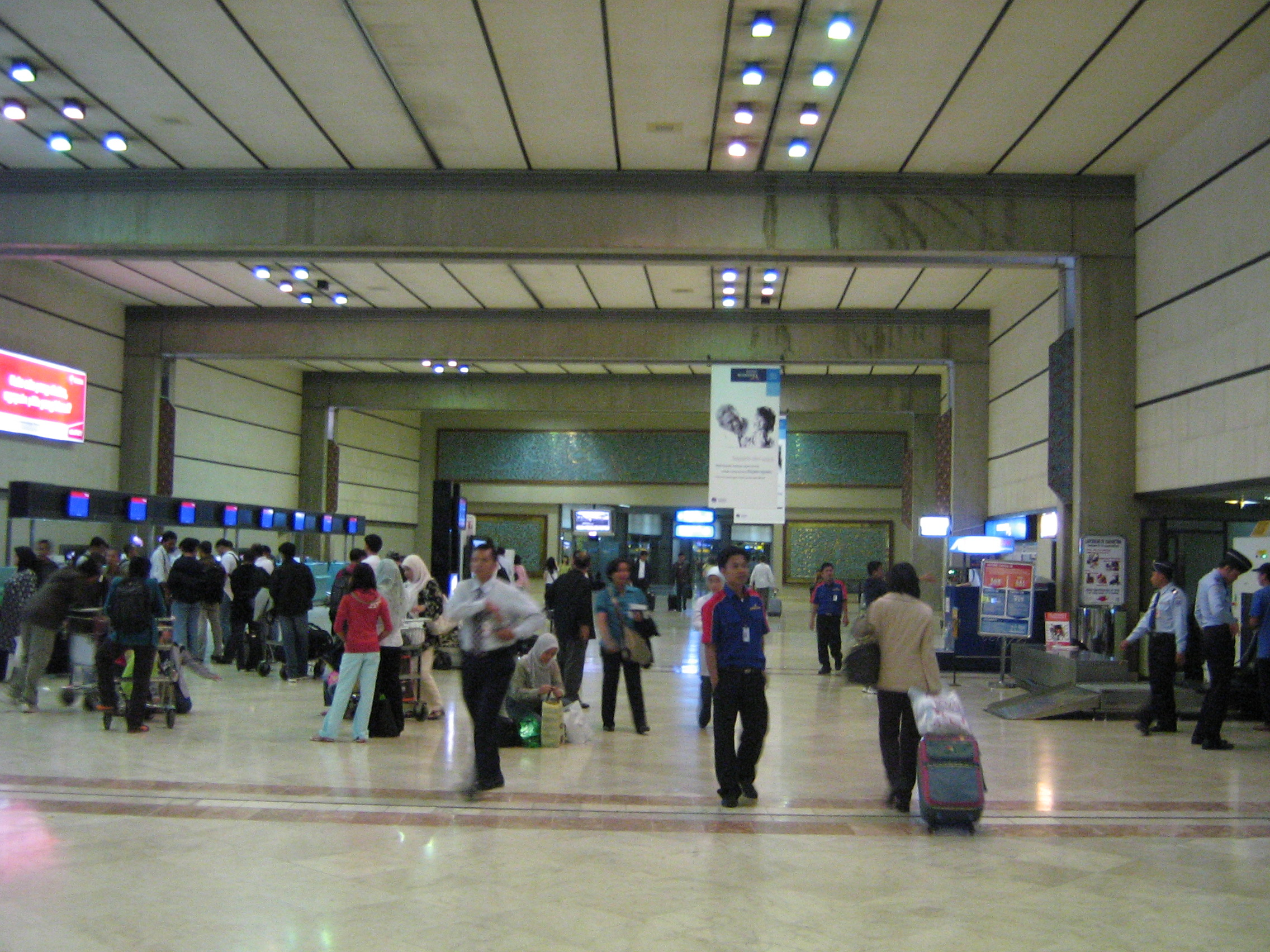
Hall d'enregistrament de la terminal 2
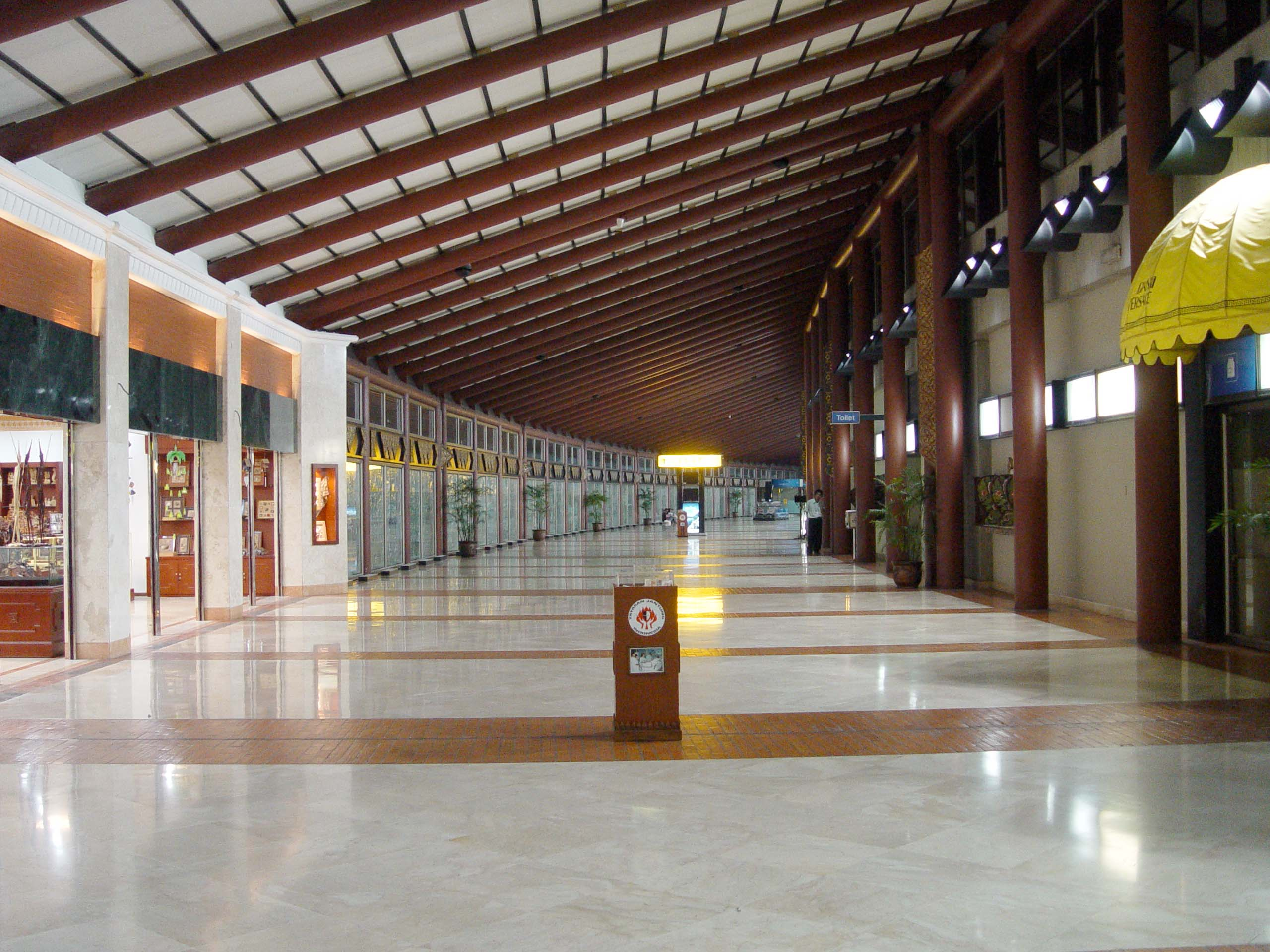
Sala de sortida de la terminal 2
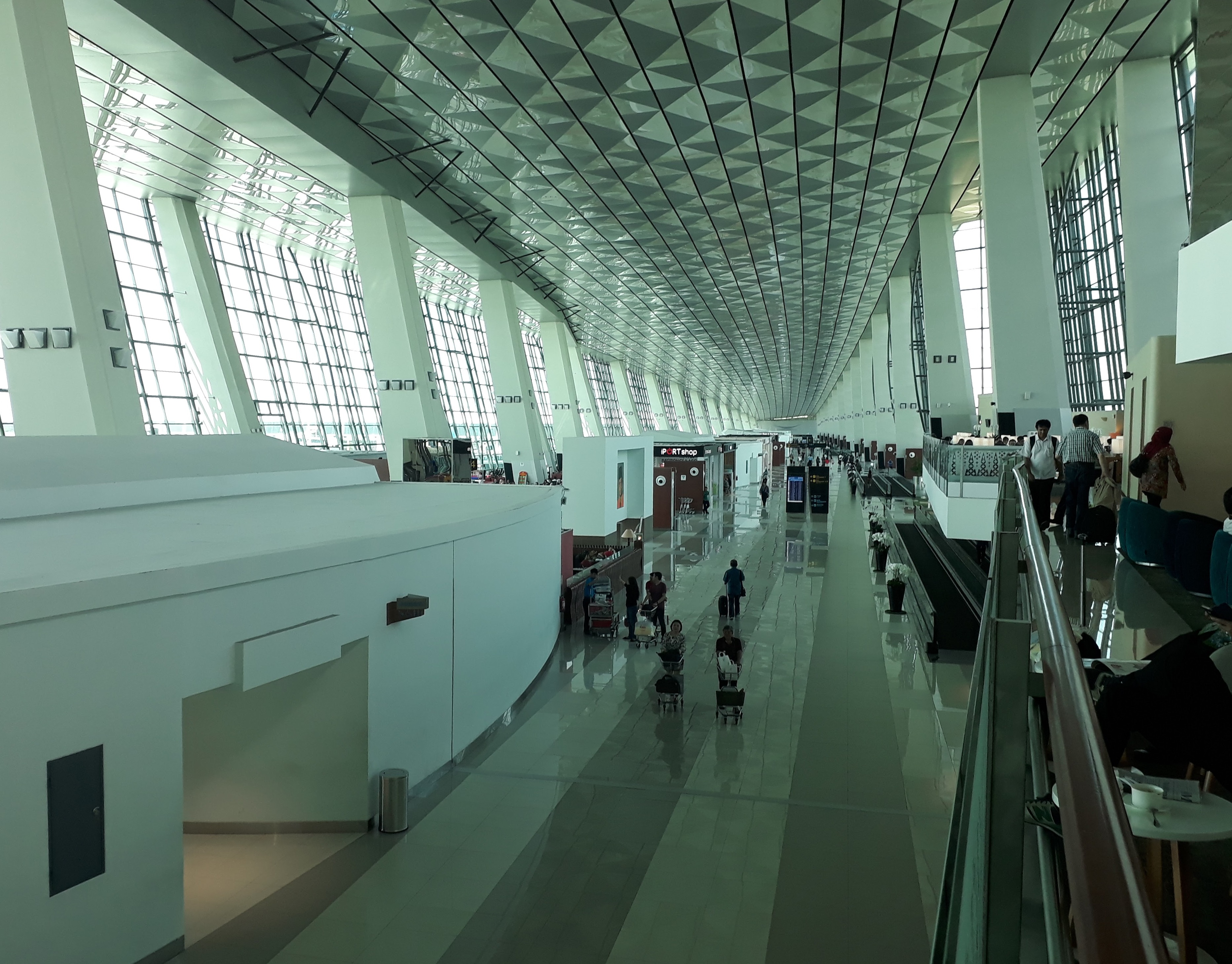
Sala de sortida de la terminal 3
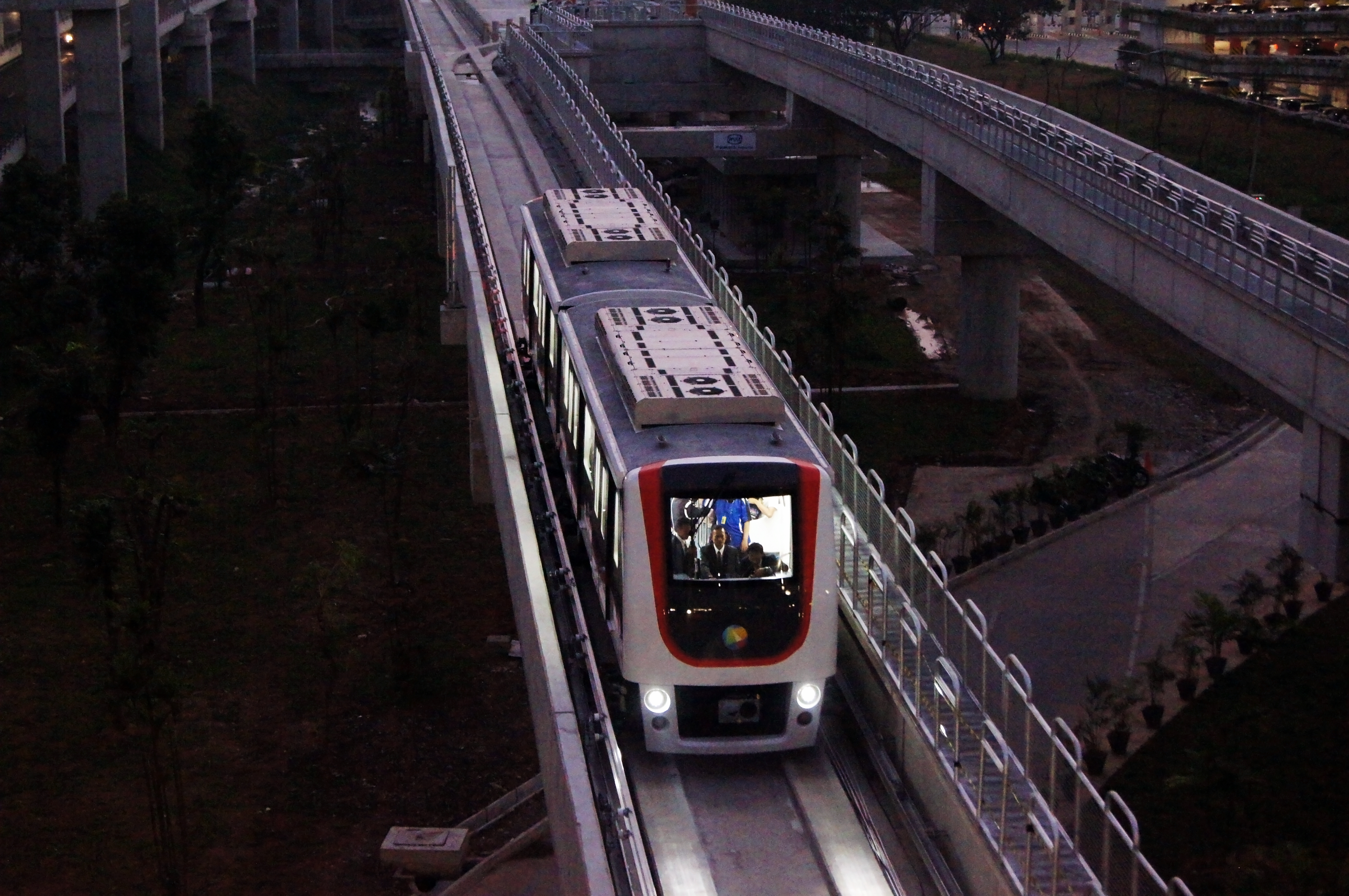
La llançadora inter-terminal
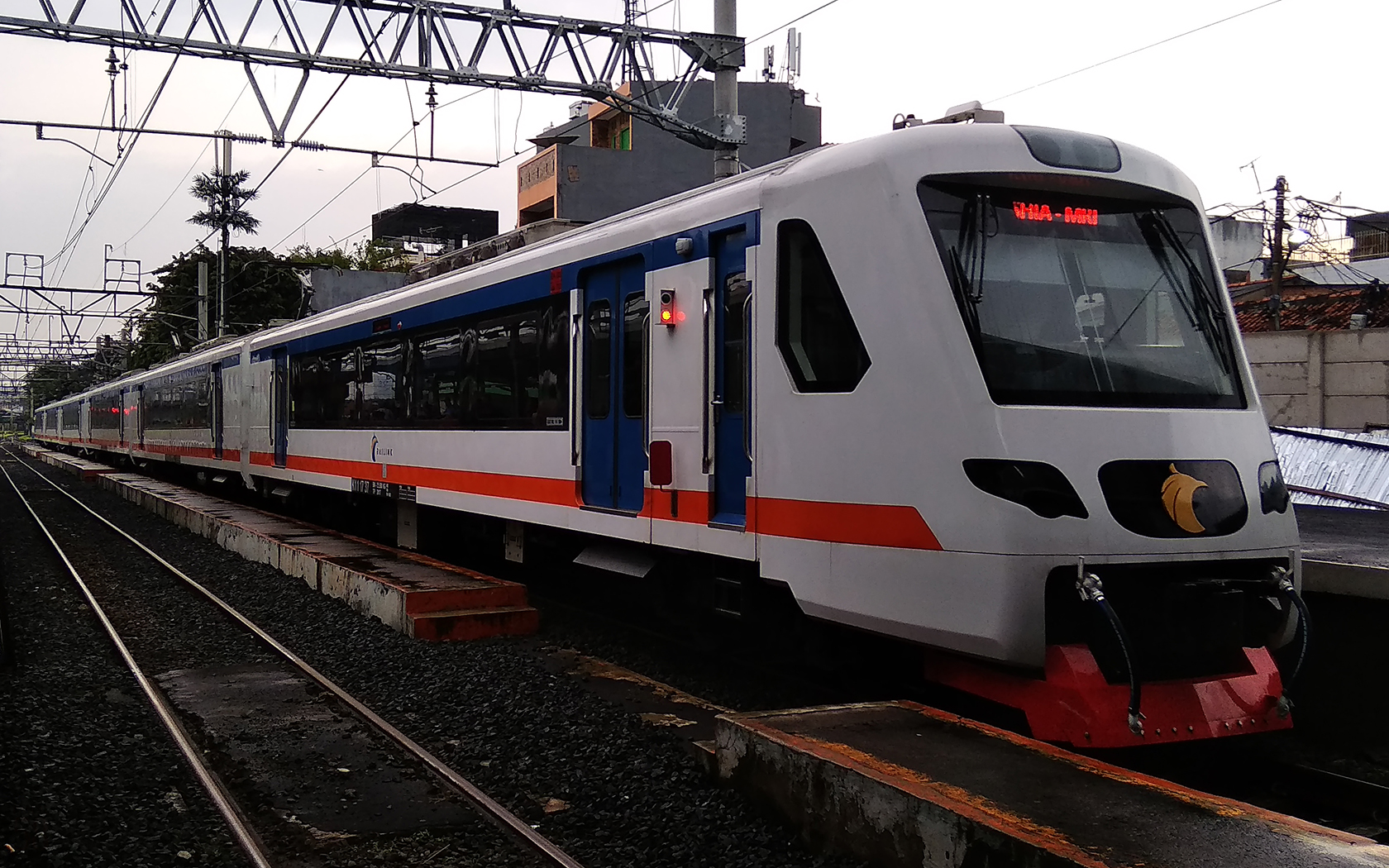
L'enllaç ferroviari a l'estació de Duri